# 1999 v dopravě
Tento článek obsahuje seznam událostí souvisejících s dopravou, které proběhly roku 1999.

## Leden
- 7. ledna

 Tratí Česká Třebová – Brno projel první vlak v elektrické trakci.

## Únor
- 2. února

 V Brně byly zahájeny jízdní zkoušky s prvními třemi tramvajemi typu KT8D5N s vloženým nízkopodlažním článkem.

## Květen
- 7. května

 Na pražském hlavním nádraží proběhl roll-out elektrické jednotky řady 471 pro České dráhy.
- 10. května

 Byla zrušena stanice Michálkovice na Báňské dráze. Důvodem byla její nepotřebnost po ukončení těžby uhlí v sousedním dole Petr Cingr.
- 26. května

  Do přístavu Brémy dorazilo 11 lokomotiv řady Di6, které pro nesplnění podmínek smlouvy vrátily norské dráhy NSB výrobci Siemens.

## Červen
- 27. června

  Byla obnovena osobní doprava na železničním hraničním přechodu Medzilaborce – Łupków. Osobní vlaky zde nejezdily od poškození tratě na konci 2. světové války.

## Září
- 13. září

 Ve stanici Moravský Písek bylo aktivováno první elektronické stavědlo typu ESA22 vyrobené společností AŽD Praha.

## Říjen
- 17. října

 Byla otevřena stanice Hloubětín na trase B pražského metra.